# كلية علم النفس جامعة سانت بطرس بورج

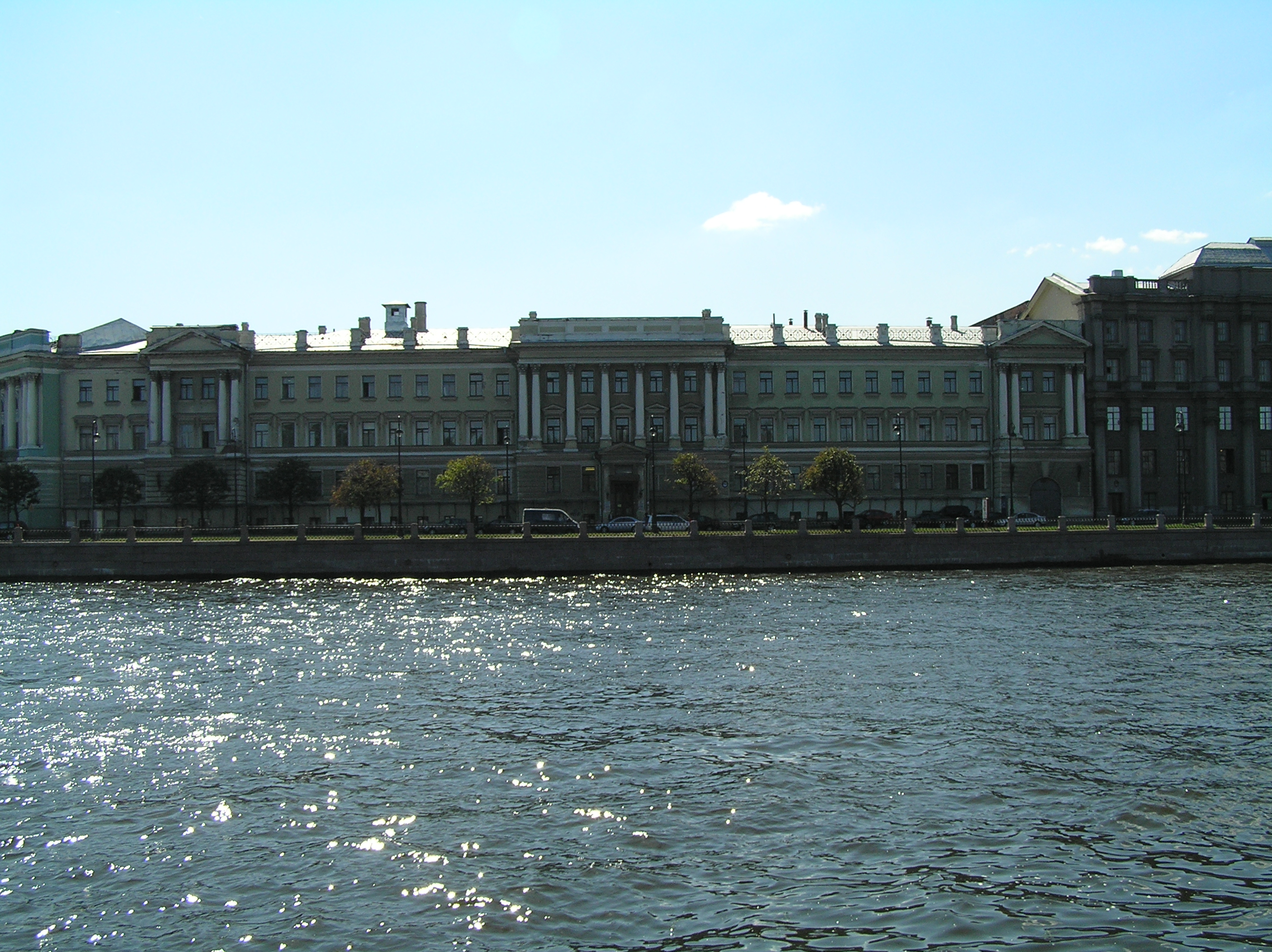

كلية علم النفس في جامعة سانت بطرس بورغ الحكومية الروسية. (باللغة الروسية: Факультет психологии Санкт-Петербургского государственного университета)، تعتبر من كليات علم النفس المشهورة في روسيا، أسست على يد عالم النفس الروسي انانيف.

## الأقسام، والتخصصات
تحتوي على العديد من الأقسام والتخصصات مثل :
- علم النفس الطبي
- علم النفس الكليني
- علم النفس التربوي
- علم النفس النمو
- علم النفس السياسي
- علم النفس العام
- علم النفس الرياضي
- علم النفس القضائي
- كما وتحتوي الكلية على المختبرات ومراكز الأبحاث في مجال العلوم السلوكية والنفسية.

تعتبر جامعة سانت بطرس بورغ الحكومية, جامعة روسية عريقة. عمرها أكثر من 300 سنة. خرجت الكثير من العلماء الذين اعطوا وافادوا العالم في كل التخصصات، كما وحصل الكثير من خريجيها على جوائز نوبل في العلوم. ان جامعة سانت بطرس بورغ الحكومية موجودة في مدينة سانت بطرس بورغ الروسية والتي تعتبر من المدن الجميلة جدا في روسيا والعالم.

## وصلات خارجية
عنوان الكلية